# Megaselia conformipar
Megaselia confipar là một loài ruồi thuộc chi Megaselia trong họ Phoridae. Tên khoa học của loài này được Schmitz công bố lần đầu tiên vào năm 1958.